# I Get Lonely
"I Get Lonely" é uma canção gravada pela cantora norte-americana Janet Jackson para seu sexto álbum de estúdio The Velvet Rope (1997). Foi lançada como terceiro single do álbum pela Virgin Records em 26 de fevereiro de 1998.

## Videoclipe
O videoclipe de "I Get Lonely" foi dirigido por Paul Hunter e coreografado por Tina Landon. Semelhante a outros vídeos e imagens de The Velvet Rope, tomou uma aproximação mais artística, misturando a marca registrada de Jackson da apelação do sexo e a coreografia com o tema da canção de solidão e isolamento. O vídeo foi mais tarde incluído no DVD de compilação de vídeo incluído com a edição especial do álbum All for You (2001). Um vídeo alternativo para o "TNT Remix" com Blackstreet também foi lançado, mostrando novas cenas de Jackson interpretando a música com o grupo em uma plataforma entre as cenas originais do vídeo. Esta versão aparece na compilação From Janet to Damita Jo: The Videos (2004).

## Desempenho nas paradas de sucesso
| Paradas (1998)                             | Melhor posição |
| ------------------------------------------ | -------------- |
| Australian Singles Chart                   | 21             |
| Canadian Singles Chart                     | 18             |
| Dutch Top 40                               | 18             |
| European Hot 100 Singles                   | 14             |
| French Singles Chart                       | 72             |
| German Singles Chart                       | 75             |
| Italian Singles Chart                      | 18             |
| New Zealand Singles Chart                  | 6              |
| Scottish Singles Chart                     | 17             |
| Swedish Singles Chart                      | 50             |
| Swiss Singles Chart                        | 41             |
| UK Singles Chart                           | 5              |
| UK R&B Singles Chart                       | 1              |
| US Billboard Hot 100                       | 3              |
| US Billboard Rhythmic Top 40               | 5              |
| US Billboard Pop Songs                     | 29             |
| US Billboard Hot R&B/Hip-Hop Songs         | 1              |
| US Billboard Hot R&B/Hip-Hop Singles Sales | 1              |
| US Billboard Hot Dance Club Play           | 10             |
| US Billboard Hot Dance Singles Sales       | 1              |

| Parada (1998)     | Posição |
| ----------------- | ------- |
| Billboard Hot 100 | 43      |